# Nučice (ort i Tjeckien, lat 49,96, long 14,88)
Nučice är en ort i Tjeckien.   Den ligger i regionen Mellersta Böhmen, i den centrala delen av landet, 40 km öster om huvudstaden Prag. Nučice ligger 355 meter över havet och antalet invånare är 339.
Terrängen runt Nučice är varierad. Runt Nučice är det ganska glesbefolkat, med 27 invånare per kvadratkilometer. Närmaste större samhälle är Říčany, 16,9 km väster om Nučice. Trakten runt Nučice består till största delen av jordbruksmark.